# 大原村 (熊本県)
大原村（おおはらむら）は、熊本県の北部、玉名郡にかつてあった村。

## 歴史
- 1889年4月1日 - 玉名郡肥猪村、肥猪町、相谷村、小原村、豊永村の大部分が合併し大原村が成立。
- 1955年4月1日 - 南関町、米富村、賢木村、坂下村と合併し南関町が発足。

## 学校
- 大原村立大原小学校